# Магда Гад
Магда Гад (швед. Magda Gad; нар. 17 жовтня 1975 року, Фалун) — єгипетсько-шведська військова кореспондентка, пише матеріали для вечірньої газети «Експрессен» (Expressen), шведської газети «Svenska Dagbladet», видань «Сучасна Психологія» та «Läkartidningen».

## Біографія

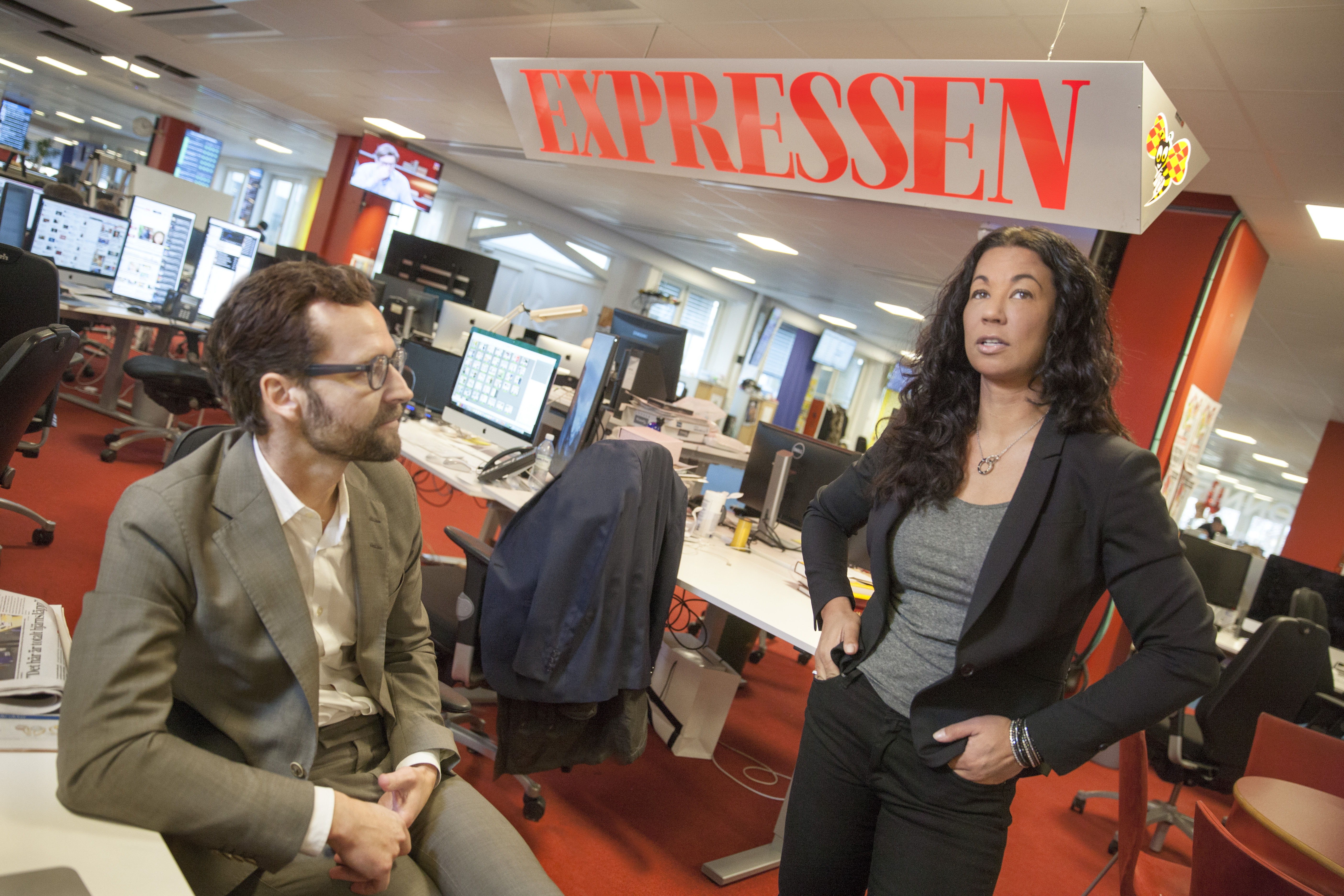
Магда Гад в редакції газети Expressen

Магда Гад народилася 17 жовтня 1975 року в шведському місті Фалун, адміністративному центрі Даларна. Здобувши освіту в галузі політології в Стокгольмському університеті, працювала в щомісячному шведському журналі Cafe Magazine, орієнтованому на моду, стиль і культуру, потім — військовим кореспондентом у вечірній газеті «Експрессен», писала для шведської газети «Svenska Dagbladet», видань «Сучасна психологія» і «Läkartidningen». Автор репортажів з багатьох гарячих точок світу, основна тематика її сюжетів — воєнні події та катастрофи.
У 2014—2015 роках Магда проживала в Ліберії, саме під час епідемії хвороби, яку спричинює вірус Ебола, відвідувала зі знімальними групами такі країни, як Конго, Гондурас і Україна (серія репортажів «За інформаційною димовою завісою Магда Гад шукає правду»).
Здобула світову популярність у червні 2016 року, описуючи напад на Мосул в Іраку, де повідомила про війну проти Ісламської Держави в Іраку.
Магда Гад є співавтором книги «Інша історія» — антології творів про жінок.

## Нагороди
- У 2015 році Магда Гад була названа журналістом року (2015) в Швеції.
- Завоювала премію Корделії Едвардсон (2016)[6], премію Wendelas (2016)[7] і приз Distinguished Writing Award європейської преси (2016)[8].
- Була фіналісткою конкурсу European Press Prize із репортажем з Румунії (2016).